# アントニオ・オスカル・カルモナ
アントニオ・オスカル・フラゴソ・カルモナ（ポルトガル語: António Óscar Fragoso Carmona、1869年11月24日-1951年4月18日）は、ポルトガルの軍人、政治家、第11代大統領。二度（2004年 - 2005年、2005年 - 2007年）リスボン市長を務めたカルモナ・ロドリゲスの大叔父にあたる。

## 生涯
1869年11月24日にリスボンで生まれた。1888年にコレジオ・ミリタールを卒業、1892年に陸軍学校を卒業して騎兵将校となった。
1923年に軍事大臣に就任。1913年に騎兵学校のための本を、1928年には「Prefácio（序文）」という本を執筆した。自身が指揮官として戦ったことは無く、第一次世界大戦中にポルトガル軍がフランドルへ派遣されたときも、カルモナは部下に命令だけを与えて、自分は国に留まった。
1926年5月28日の革命で、ジョゼ・メンデス・カベサダス、マヌエル・ゴメス・ダ・コスタの次に権力を掌握し、7月9日（法律的には11月16日）に大統領に就任した。
1927年、アントニオ・サラザールを財務大臣に登用。財政を建て直したその手腕に感銘を受け、1932年にサラザールを首相に任命した。この結果サラザールはカルモナ以上の権力を手にした。1933年にサラザールは憲法を改正し、「エスタド・ノヴォ」の成立を宣言した。
エスタド・ノヴォ時代のカルモナはサラザールの全くのお飾りで、形式的な閣僚任命権などの儀礼的な役割以外には何の力も持たなかった。しかしサラザールへの政治的追従は別として、1935年から1936年にかけての民衆のサラザールへの反抗に対して、平和と安全に関する演説で鎮め、重要な役割を果たした。第二次世界大戦中も同様に、人を惹きつける演説を行って国民を励ました。
カルモナは1951年に死去するまで大統領職に留まり続けた。サラザールはカルモナとはあまりよい関係ではなかったものの、カルモナの国民からの人気を鑑みて、遂に彼を解任することはできなかった。死後、リスボン近郊のベレンにあるジェロニモス修道院に埋葬された。